# نیکولو کورتیکیا
نیکولو کورتیکیا (انگلیسی: Nicolò Corticchia؛ زادهٔ ۱۱ فوریهٔ ۱۹۹۳) بازیکن فوتبال اهل ایتالیا است.
از باشگاه‌هایی که در آن بازی کرده‌است می‌توان به باشگاه فوتبال یوونتوس، باشگاه فوتبال کومو، و باشگاه فوتبال ویچنزا اشاره کرد.